# Earth 2 - den andra jorden
Earth 2 - den andra jorden (engelska: Earth 2) är en amerikansk TV-serie, ursprungligen sänd i NBC 6 november 1994–4 juni 1995. Serien lades ner efter en säsong på 22 avsnitt på ungefär 45 minuter per vardera.

## Handling
I framtiden lever resterna av mänskligheten på ett antal rymdstationer som kretsar kring en död jord. En politisk-administrativ konstellation kallad "Rådet" har den övergripande makten över mänskligheten. När en livshotande sjukdom, benämnd "syndromet" drabbar hennes åttaårige son Uly, beslutar Devon Adair och ett antal så kallade icke-konformister att lämna sin artificiella och någorlunda trygga miljö för att resa till en avlägsen planet, där de avser att skapa en tillvaro för sig själva.
Serien följer resan och avvecklingen av den lilla expeditionsgruppen "Eden Project". Den avlägsna, jordliknande planet de avser att bosätta sig på kallas G889. De hoppas också att hitta ett botemedel för sjukdomen, "syndromet". 

## Skådespelare
Skådespelare i 20-22 avsnitt
- Debrah Farentino – Devon Adair, leder expeditionen
- Clancy Brown – John Danziger, en kontraktsanställd arbetare som växer till gruppens beskyddare
- Sullivan Walker –  cyborgen Yale
- Jessica Steen – Dr. Julia Heller, en genmodifierad ung läkare, som kolonisterna senare inser är agent för "Rådet"
- Rebecca Gayheart – Bess Martin, växte upp i gruvorna på den döda jorden, hustru till Morgan Martin
- John Gegenhuber – Morgan Martin, regeringstjänsteman som övervakar Eden Project, make till Bess Martin.
- Joey Zimmerman – Ulysses "Uly" Adair, son till Devon Adair
- J. Madison Wright – True Danziger, den tioåriga dottern till John Danziger, som av egoistiska skäl motvilligt bildar en allians med Uly, men relationen utvecklas med tiden till en nära vänskap
- Antonio Sabàto, Jr. – Alonzo Solace, en långfärdspilot som är mycket äldre än han ser ut på grund av upprepad fryssömn
- Walter Norman – Walman
- Marcia Magus – Magus
- Tierre Turner – Zero
- Kirk Trutner – Cameron
- Rockmond Dunbar – Baines
- Fredrick Lopez –

## Produktion
Earth 2 bröt ny mark genom att göra Devon Adair (spelad av Debrah Farentino) till den första kvinnliga befälhavaren i en science fiction-tv-serie, två månader före den betydligt mer kända kapten Kathryn Janeway (spelad av Kate Mulgrew), befälhavare över rymdskeppet Star Trek Voyager. Under 2011 sändes den i svenska TV4 Science Fiction.

### Skapare och producenter
Serien skapades av Michael Duggan, Carol Flint, Mark Levin, och Billy Ray och dessa fyra var även främsta manusförfattare, och producerades av Amblin Entertainment och Universal Television.  De exekutiva producenterna var Michael Duggan, Mark Levin, och Carol Flint, med Janace Tashjian som främste "associate producer".
Originalmusiken gjordes av David Bergeaud.

## Mottagande
Inledningsvis var tittarsiffrorna ganska höga, och med 25,2 miljoner tittare i USA lade den sig på en åttondeplats strax före CBC 60 Minutes och strax efter Cityakuten (ER).  I slutet av april påföljande år (1995), hade dock det s.k. Nielsen-betyget sjunkit från 23% till 9% för Earth 2, varför beslut om förtida nedläggning fattades. "En människospillra som försöker starta om på en annan planet efter att mänskligheten förstört jorden, det är något som inte går hem hos tittarna", konstaterade kritiker.

### Utmärkelser
Medan Earth 2 sändes hann den nomineras till bland annat Primetime Emmy och vann (Kevin Pike, Michael Shea, Daniel J. Lombardo, Tim Landry, David Goldberg) tillsammans med science fiction-serien Star Trek Voyager klassen "visuella specialeffekter" Outstanding Individual Achievement - Special Visual Effects, Saturn samt några andra mindre utmärkelser. År 2005 släpptes hela serien på DVD (box med 4 DVD-skivor).